# Joy (Phish)
Joy è l'undicesimo album discografico in studio del gruppo musicale rock statunitense Phish, pubblicato nel settembre 2009.

## Tracce
1. Backwards Down the Number Line (Anastasio, Marshall) - 5:37
2. Stealing Time from the Faulty Plan (Anastasio, Scott Herman, Marshall) - 4:40
3. Joy (Anastasio, Marshall) - 4:24
4. Sugar Shack (Gordon) - 4:04
5. Ocelot (Anastasio, Marshall) - 3:36
6. Kill Devil Falls (Anastasio, Marshall) - 5:29
7. Light (Anastasio, Marshall) - 5:02
8. I Been Around (McConnell) - 1:57
9. Time Turns Elastic (Anastasio) – 13:30
10. Twenty Years Later (Anastasio, Marshall) - 5:03

## Formazione
- Trey Anastasio - chitarra, voce
- Page McConnell - tastiere, voce
- Mike Gordon - basso, voce
- Jon Fishman - batteria, voce